# Filip Shiroka
Filip Shiroka (Shkodra, 1859. augusztus 13. – Bejrút, 1935. november 14.) albán költő, a Rilindja korszakának, a romantika költészetének képviselője.

## Életútja
Shkodrai katolikus családban született, szülővárosában járta ki a ferencesek kollégiumát. Az albán önállósági törekvéseket képviselő, 1878-ban megalakult Prizreni Liga híve volt. Ennek leverését megelőzően, 1880-ban külföldre távozott, és élete hátra lévő részét egyiptomi, majd libanoni emigrációban élte le, vasúti mérnökként dolgozott. Az emigrációban töltött fél évszázad során csak ritkán látogatott el Albániába.

## Munkássága
Shiroka a nemzeti romantika korszakának költője, az anyaföld utáni vágy őszinte és megkapóan ösztönös lírikusa volt. A shkodrai ferences kollégiumban tanárai közé tartozott Leonardo De Martino, aki nagy hatást gyakorolt Shiroka költői szárnypróbálgatásaira. Első verse olasz nyelven jelent meg a milánói L’Osservatore Cattolico című folyóirat egyik 1878-as számában All’Albania, all’armi, all’armi! (’Albánia, fegyverbe, fegyverbe!’) címmel, amely a Prizreni Liga szervezkedései idején nacionalista hévvel buzdított a függetlenségi harcra, az albán területektől elszakított Ulqin védelmére.
Lírai költeményeinek legjavát 1895 és 1903 között írta, és a shkodrai jezsuiták Elçija i Zemers t’Jezu Krisctit (’A Szent Szív Hírhozója’), Faik Konica Albania című folyóiratában, valamint egyiptomi albán lapokban közölte. Gyakran használta a Geg Postrippa, Geg Postriba és az Ulqinaku költői álneveket. Az élete során írt mintegy hatvan vers tematikai szempontból három csoportba osztható: a többséget alkotó hazafias költeményei és kivándorlóénekei mellett több szatirikus és filozofikus vers is fűződik a nevéhez. Ösztönös és spontán lírájának, elégikus hazafias verseinek vezértémája az idealizált szülőföld tájai, az otthon töltött ifjúság utáni vágyakozás, de több szonettben megénekelte a 15. századi honvédő hős, Kasztrióta György emlékét is. Verseinek gyűjteményét Zani i zemrës (’A szív hangja’) címen 1933-ban Tiranában Ndoc Nikaj rendezte sajtó alá.
Versei mellett írt három elbeszélést, újságcikkeket, valamint több, főként egyházi, liturgikus jellegű írás albánra fordítása fűződik a nevéhez.